# Leonhard von Elver (Politiker, 1564)
Leonhard von Elver (* 24. Juli 1564 in Lüneburg; † 28. Dezember 1631 ebenda) war ein deutscher Jurist und Bürgermeister der Hansestadt Lüneburg.

## Leben
Leonhard (V.) von Elver entstammte einer seit 1273 in Lüneburg nachweisbaren Patrizierfamilie. Er war ein Sohn des gleichnamigen Lüneburger Bürgermeisters Leonhard von Elver. Der Reichshofrat und kaiserliche Gesandte Hieronymus Stephan von Elver war sein Halbbruder. Er studierte Rechtswissenschaften und wurde mit seiner Dissertation De fidejuss 1592 an der Universität Frankfurt (Oder) zum Doktor beider Rechte promoviert. Elvers war zunächst kurfürstlich brandenburgischer Hofrat und wurde dann Regierungsrat in Küstrin, wo er bis 1593 tätig war. 1606 wurde er Propst in Lüneburg, wo er 1613 zum Bürgermeister dieser Hansestadt erkoren wurde. 1626 wurde er zum kaiserlichen Hofpfalzgrafen (Comes palatinus caesareus) ernannt. Als Chronist verfasste er ab 1622 die Elver’sche Chronik von Lüneburg unter dem Titel Discursus Historico-Politicus de Statu Reipublicae Lüneburgensis, eine wichtige Quelle für den ersten Teil des Dreißigjährigen Krieges bis kurz vor seinem Tod. Er wurde in St. Johannis bestattet.

## Schriften
- Discursus Historico-Politicus de Statu Reipublicae Lüneburgensis in 4 Partes divisus. (Ms., Ratsbücherei Lüneburg)
 1. Continet memorabilia a primordio Civitatis usq[ue] ad annum 1605.
 Pars II. Ab anno 1605 usq[ue] ad annum 1624.
 Pars III. Ab Anno 1624 usq[ue] ad Annum 1629.
 Pars IV. ab Anno 1629 usq[ue] ad Annum 1631.